# Duvbo IK
Duvbo IK är en idrottsklubb hemmahörande i Sundbyberg, bildad den 28 november 1919. Fem år senare gick det att läsa i medlemsbladet: "Nu eller aldrig är väl det gamla skrocket avlivat, att en klubb i Duvbo aldrig blir gammal". Boxning var den första sektionen i klubben, mest p.g.a att de andra sporter hade kommit långt in i sina respektive säsonger. De första klubbmästarna korades i flug-, bantam-, lätt-, welter-, mellan- och tungvikt.
Brist på idrottsplats var Duvbo IK:s största problem. Myndigheterna var kallsinniga och Duvbo IK fick bara 100 kronor per år som hjälp till verksamheten. Nu ska det tilläggas att Duvbo samhälle vid denna tidpunkt tillhörde Spånga och man drömde om att en Spånga IP skulle anläggas. Till en början användes ett ofta mycket vattensjukt område som kallades "groparna". Vägen runt om mätte knen idrottssplatsfrågan löst. Man fick då dra nytta av Sundbyberg IP.
På 1960-talet nådde Duvbo IK sin glansperiod när man var i fem rakaappa 400 meter och fick utgöra löparbana. Rissne gård var platsen för Duvbos första klubbhus. När Duvbo år 1948 inkorporerades till Sundbybergs stad blev så äntlig SM-finaler i basket mot Alvik. Man lyckades dock aldrig vinna, men det var nära några gånger. Duvbo IK hade ett antal landslagsspelare i basket. När Sverige skickade sin OS-trupp till Moskva 1980 hade Duvbo tre spelare (Tomas Persson, Thore Larby och Leif Yttergren) med i baskettruppen.
På 60-talet och i början på 70-talet hade man 3 landslagsmän i hoppgrenar samtidigt Eddie Wingren i Längd, Bo Blomqvist i tresteg och Hans Lagerqvist i stav.
Hasse Lagerqvist tog Medalj på inomhus EM i Grenoble 1972 och blev 7.a i OS i München 1972.
80-talets stora friidrottare var lånlöparen Bo Orrsveden, Marie Larsson gjorde några landskamper i längdhopp och Vann SM inomhus.
Lars Hansson på sprint och Jorma Jääskeläinen i tresteg var andra framstående friidrottare i klubben på 80-talet.
På 90-talet var den mest framstående trestegshopparen Kruffe Gustavsson med JSM meriter.
Innebandyn som bildades 1988 är aktiv både på senior- och ungdomssidan. Resultatmässigt har föreningen vunnit DM för damjuniorer och tagit ett SM-silver på flicksidan via sitt duktiga F86-lag. Herrlaget har gjort tre säsonger i Allsvenskan som bäst och man har även tagit ett DM-silver. Petra Weiss som gjort en a-landskamp på damsidan och spelat professionellt i Schweiz har Duvbo IK som moderklubb.
2019 firar föreningen sitt 100-årsjubileum.

## Sektioner
- Friidrott, aktiv sektion sedan 1920-talet..
- Basket, drogs igång i början på 50-talet.
- Ishockey, 1958. Spelar i dag i div 4.
- Innebandy, 1988. Spelar idag i Division 4.